# Orchamps-Vennes
Orchamps-Vennes là một xã của tỉnh Doubs, thuộc vùng Bourgogne-Franche-Comté, miền đông nước Pháp.

## Dân số
| 1962                                              | 1968 | 1975 | 1982 | 1990 | 1999 | 2005 |  |
| ------------------------------------------------- | ---- | ---- | ---- | ---- | ---- | ---- |  |
| 1081                                              | 1159 | 1285 | 1417 | 1497 | 1601 | 1751 |  |
| Starting with 1962: Population without duplicates |      |      |      |      |      |      |  |